# Torneo Internacional de España de bádminton
El Torneo Internacional de España de bádminton es un campeonato abierto que se disputa desde 1974 anualmente en Madrid, puntuable para el Ranking BWF.

## Campeones
| Año           | Individual masculino     | Individual femenino    | Dobles masculino                           | Dobles femenino                           | Dobles mixto                               |
| ------------- | ------------------------ | ---------------------- | ------------------------------------------ | ----------------------------------------- | ------------------------------------------ |
| 1974          | Pedro Blach              | Dolores Cameselle      | Pintos Machado                             | -                                         | Pedro Blach M. L. Iglesias                 |
| 1975          | Pedro Blach              | Margarida Cruz         | J. Cruz J. Bras                            | -                                         | J. Bras Isabel Cruz                        |
| 1976          | Pedro Blach              | Margarida Cruz         | J. Cruz J. Bras                            | -                                         | Pedro Blach Isabel Cruz                    |
| 1977          | Antonio Crespo           | No se disputó          | J. Cruz Pedro Blach                        | -                                         | No se disputó                              |
| 1978          | Pedro Blach              | Margarida Cruz         | J. Bras Antonio Crespo                     | Margarida Cruz Isabel Cruz                | Antonio Crespo Isabel Cruz                 |
| 1979          | Pedro Blach              | Concepción Janeiro     | Enrique Ruiz Pedro Blach                   | S. Gonzaluez Silvia                       | H. Neto Silvia                             |
| 1980          | Antonio Crespo           | Margarida Cruz         | Enrique Ruiz Antonio Crespo                | Margarida Cruz Isabel Cruz                | Pedro Blach Margarida Cruz                 |
| 1981          | Pedro Blach              | Ana Monteiro           | J. Brandao C. Gonsalues                    | S. Gonzaluez Ana Monteiro                 | Pedro Blach R. Pérez                       |
| 1982          | Jorge Azevedo            | Lilia Rodriguez        | L. Carvalho José Nascimento                | Aída Carballal Margarita Míguelez         | J. Pedro L. Rodriguez                      |
| 1983          | Antonio Crepso           | Margarita Míguelez     | Jorge Azevedo D. Pereira                   | Aída Carballal Margarita Míguelez         | Pedro Blach R. Pérez                       |
| 1984          | Pascal Kaul              | Maria Jesús Rodríguez  | Pedro Blach C. González                    | M. J. Rodríguez L. Alonso                 | Pascal Kaul L. Alonso                      |
| 1985          | Pascal Kaul              | Netty Ooms             | Pascal Kaul Pedro Blach                    | Netty Ooms Ingrid Rogiers                 | Jose Isasi Netty Ooms                      |
| 1986          | Jorgen van der Pot       | Doris Gerstenkorn      | Jose Isasi Eddy van Herbruggen             | Netty Ooms Ingrid Rogiers                 | Jorgen van der Pot Bettina Villars         |
| 1987          | Rolf Aurin               | Bettina Villars        | Rolf Aurin Andreas Ruth                    | Bettina Villars Doris Gerstenkorn         | Andreas Ruth Doris Gerstenkorn             |
| 1988          | David Stenstrom          | Sandra Dimbour         | David Stenstrom Svensson                   | Virginie Devingt Christelle Mol           | Bernardo Gálmez Cristina González          |
| 1989          | No se disputó            | No se disputó          | No se disputó                              | No se disputó                             | No se disputó                              |
| 1990          | No se disputó            | No se disputó          | No se disputó                              | No se disputó                             | No se disputó                              |
| 1991          | Jurgem Coch              | Sue Louis              | Andy Goode Chris Hunt                      | Julie Bradbury Gillian Clark              | Andy Goode Gillian Clark                   |
| 1992          | No se disputó            | No se disputó          | No se disputó                              | No se disputó                             | No se disputó                              |
| 1993          | No se disputó            | No se disputó          | No se disputó                              | No se disputó                             | No se disputó                              |
| 1994          | No se disputó            | No se disputó          | No se disputó                              | No se disputó                             | No se disputó                              |
| 1995 detalles | Ricardo Fernandes        | Doris Piche            | Arni Thor Hallgrimsson Broddi Kristjansson | Dolores Marco Esther Sanz                 | Hugo Rodrigues Ana Ferreira                |
| 1996 detalles | Hou-Cou Lee              | Tanja Berg             | Shyg-Jeng Young Chun-Yi Wei                | Sandra Dimbour Sandrine Lefevre           | Manuel Dubrelle Sandrine Lefevre           |
| 1997 detalles | Niels Christian Kaldau   | Maja Pohar             | Lin Wei-Hsiang Lee Swung-Yuan              | Elinor Middlemiss Sandra Watt             | Kenny Middlemiss Elinor Middlemiss         |
| 1998 detalles | Richard Waughan          | Julia Chen             | Manuel Dubrelle Vincent Laigle             | Ann-Lou Jorgensen Mette Schojoldager      | J. P. Goyette Julia Chen                   |
| 1999 detalles | Salim Salim              | Ida Takako             | Graham Hurrell James Anderson              | Nakayama Chikako Masumo Takae             | Ian Sullivan Gail Emms                     |
| 2000 detalles | Salim Salim              | Ida Takako             | Graham Hurrell James Anderson              | Nakayama Chikako Masumo Takae             | Ian Sullivan Gail Emms                     |
| 2001 detalles | Joachin Fischer Nielsen  | Tracey Hallam          | Michal Logosz Robert Mateusiak             | Emma Chaffin Sara Hardaker                | Peter Jeffrey Suzanne Rayappan             |
| 2002 detalles | Dicky Palyama            | Sara Persson           | Vincent Laigle Svetoslav Stoyanov          | Sara Persson Ellim Bergblom               | Graene Smith Kirstenn McEwan               |
| 2003 detalles | Rasmus Wenbarg           | Xu Huaiwen             | Michael Lamp Mathias Boe                   | Harder Pernille Mette Scholdager          | Robert Blair Natalie Munt                  |
| 2004 detalles | Joachin Fischer Nielsen  | Dolores Marco          | Jesper Larsen Joachin Fischer Nielsen      | Lucía Tavera Yoana Martínez               | José Antonio Crespo Dolores Marco          |
| 2005 detalles | Niels Christian Kaldau   | Ella Karachkova        | Matthew Hughes Martyn Lewis                | Karina De Witt Betty Krab                 | Jean-Michel Lefort Ella Karachkova         |
| 2006 detalles | Jean Kristian Leth       | Petra Overzier         | Matthew Hughes Martyn Lewis                | Carina Mette Birgit Overzier              | Rasmus Andersen Anastasia Russkikh         |
| 2007          | Peter Mikkelsen          | Juliane Schenk         | Carsten Mogensen Mathias Boe               | Juliane Schenk Nicole Grether             | Joachim Fischer Nielsen Britta Andersen    |
| 2008          | Chetan Anand             | Maria Elfira Christina | Fran Kurniawan Rendra Wijaya               | Shendy Puspa Irawati Meiliana Jauhari     | Rendra Wijaya Meiliana Jauhari             |
| 2009          | Hans-Kristian Vittinghus | Sayali Gokhale         | Rasmus Bonde Mikkel Delbo Larsen           | Line Damkjær Kruse Mie Schjøtt-Kristensen | Robin Middleton Mariana Agathangelou       |
| 2010          | Eric Pang                | Juliane Schenk         | Peter Kaesbauer Oliver Roth                | Emelie Lennartsson Emma Wengberg          | Sam Magee Chloe Magee                      |
| 2011          | Viktor Axelsen           | Carolina Marín         | Adam Cwalina Michal Logosz                 | Lotte Jonathans Paulien van Dooremalen    | Mikkel Delbo Larsen Mie Schjott-Kristensen |
| 2012          | Brice Leverdez           | Salakjit Ponsana       | Jorrit de Ruiter Dave Khodabux             | Tatjana Bibik Anastasia Chervaykova       | Marcus Ellis Gabrielle White               |
| 2013          | Hans-Kristian Vittinghus | Beatriz Corrales       | Adam Cwalina Przemyslaw Wacha              | Heather Olver Kate Robertshaw             | Anders Skaarup Rasmussen Lena Grebak       |
| 2014          | Joachim Persson          | Kirsty Gilmour         | Lukasz Moren Wojciech Szkudlarczyk         | Gabriela Stoeva Stefani Stoeva            | Robert Blair Imogen Bankier                |
| 2015          | Pablo Abian              | Iris Wang              | Adam Cwalina Przemyslaw Wacha              | Gabriela Stoeva Stefani Stoeva            | Marvin Emil Seidel Linda Efler             |
| 2016          | Anders Antonsen          | Ayumi Mine             | Takuro Hoki Yugo Kobayashi                 | Sayaka Hirota Nao Ono                     | Sam Magee Chloe Magee                      |
| 2017          | Yo Igarashi              | Mia Blichfeldt         | Jacco Arends Ruben Jille                   | Ayako Sakuramoto Yukiko Takahata          | Ben Lane Jessica Pugh                      |
| 2018          | Toma Junior Popov        | Michelle Skødstrup     | Frederik Colberg Joachim Fischer Nielsen   | Delphine Delrue Lea Palermo               | Evgenij Dremin Evgenia Dimova              |
| 2019          | Kunlavut Vitidsarn       | Phittayaporn Chaiwan   | Mathias Boe Mads Conrad-Petersen           | Gabriela Stoeva Stefani Stoeva            | Ben Lane Jessica Pugh                      |
| 2020          | Bandera de ?             | Bandera de ?           | Bandera de ? · Bandera de ?                | Bandera de ? · Bandera de ?               | Bandera de ? · Bandera de ?                |